# Basilica di Sant'Apollinare in Classe

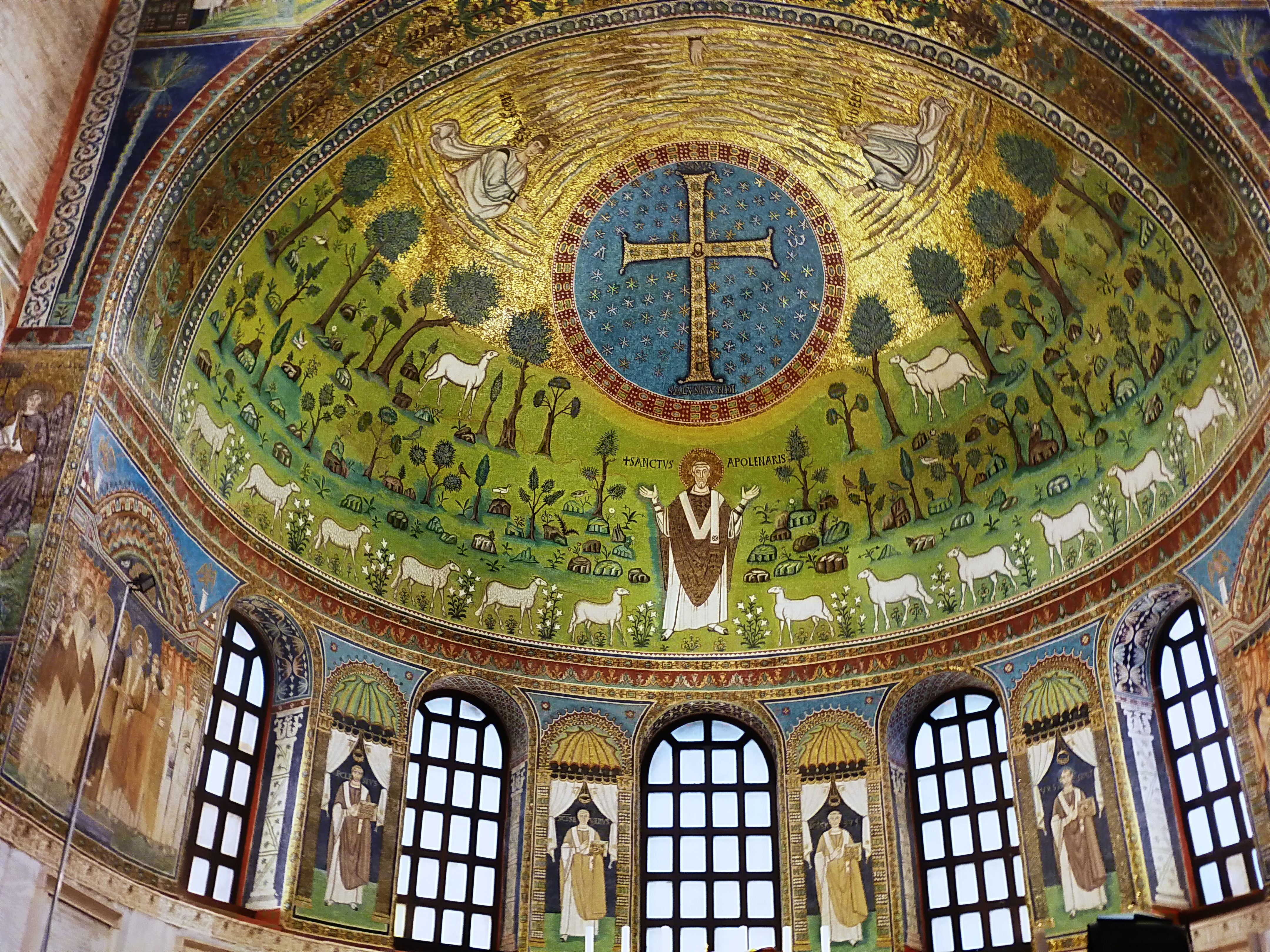
Il mosaico absidale

La basilica di Sant'Apollinare in Classe è una chiesa paleocristiana situata a Classe, nel comune di Ravenna, elevata nel 1960 alla dignità di basilica minore da papa Giovanni XXIII.
La basilica è inserita, dal 1996, nella lista dei siti italiani patrimonio dell'umanità dall'UNESCO, all'interno del sito seriale "Monumenti paleocristiani di Ravenna". Nel 2015 è stato il monumento più visitato in Emilia-Romagna con 157.736 visitatori.
Dal dicembre 2014 il Ministero per i beni e le attività culturali la gestisce tramite il Polo museale dell'Emilia-Romagna, nel dicembre 2019 divenuto Direzione regionale Musei.

## Storia

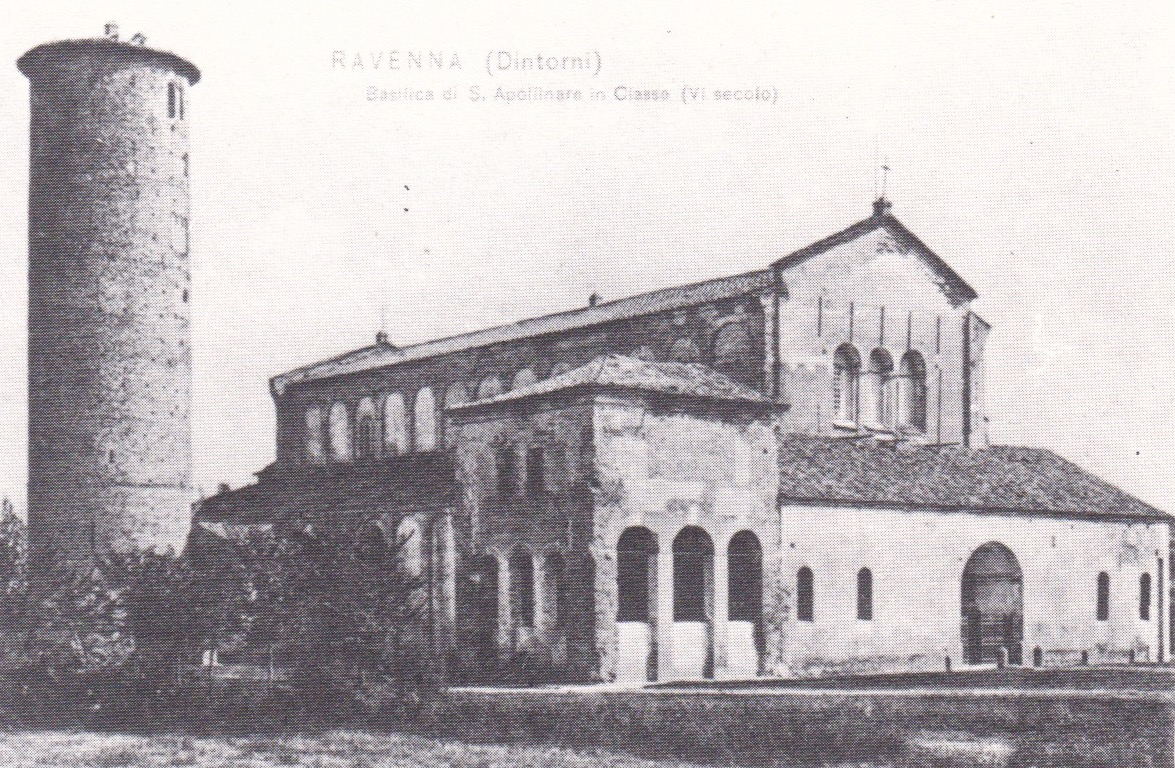
La basilica di Sant'Apollinare in Classe com'era prima del 1909, quando fu restaurato e in parte ricostruito il pronao.

Sant'Apollinare in Classe fu fondata come santuario martiriale, ovvero in onore e memoria del protovescovo (e martire) Apollinare, fondatore a Classe della prima comunità cristiana del Ravennate, del quale l'edificio conservava i resti di alcune parti delle sue spoglie.
Commissionata dal vescovo Ursicino (532-536) poco dopo la morte di re Teodorico, la chiesa fu costruita con i finanziamenti del banchiere Giuliano Argentario. Fu consacrata il 9 maggio 549 dal primo arcivescovo di Ravenna Massimiano.
La basilica fu scelta come luogo di sepoltura degli arcivescovi della città. Il primo ad essere inumato nel perimetro dell'edificio sacro fu Giovanni Romano († 11 gennaio 595); la tradizione si è protratta fino agli inizi del IX secolo. Successivamente la cura della basilica fu affidata ai monaci camaldolesi, che vi risiedettero fino all'invasione napoleonica del 1798.

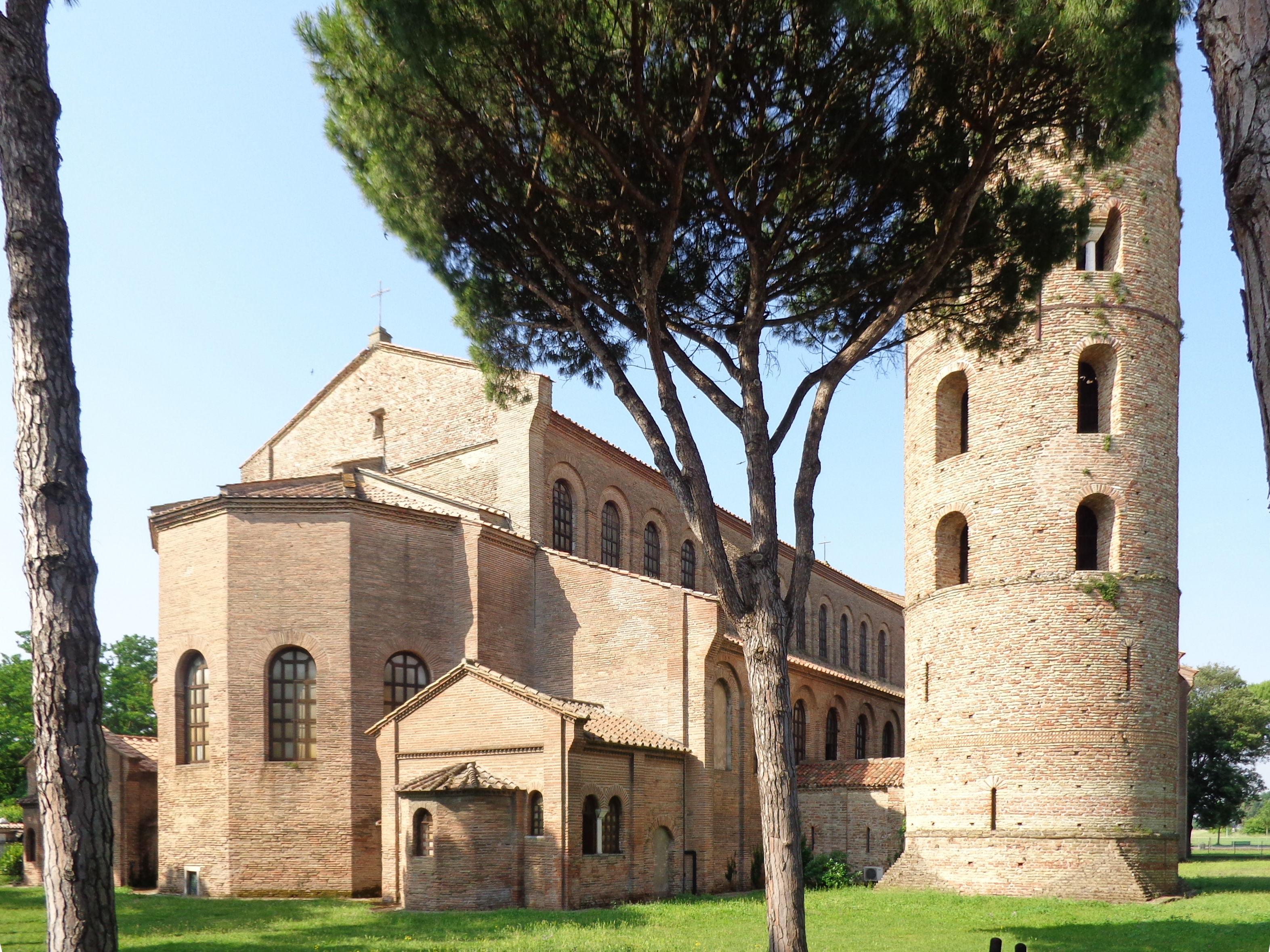
Abside e campanile della basilica

## Descrizione
La facciata, in parte rifatta come altre parti della chiesa e alleggerita dall'apertura di una trifora, è preceduta da un ampio nartece (o più comunemente detto, proprio per gli edifici paleocristiani ravennati, 'ardica'), sotto cui ci sono  marmi ed iscrizioni. Gli stipiti e l'architrave del portale sono in marmo greco. Inoltre, si pensa che ci fosse un quadriportico, oggi scomparso (non si hanno certezze).
A sinistra della chiesa c'è il campanile del IX secolo che si alza con la sua forma cilindrica, le cui aperture, dal basso verso l'alto, sono monofore, poi bifore e infine trifore. Quest'accorgimento rende il campanile più stabile e leggero, in modo che possa reggersi senza crollare.
Seguendo gli schemi dell'architettura bizantina, l'abside centrale è affiancata da due absidiole laterali dette pastoforia.

### Le pareti
La basilica è a tre navate con copertura in capriate scoperte, con corpo mediano rialzato e abside poligonale affiancata da due cappelle absidate.
Le navate sono separate da due file di dodici colonne con fusti di marmo striato del Proconneso, capitelli a foglie "mosse dal vento" e pulvini con una croce scolpita sul lato della navata; le colonne sono collegate da arcate.
Al centro della basilica, sul luogo del martirio del santo, è collocato un altare antico.
Lungo i muri della basilica sono sistemati numerosi sarcofagi databili dal V all'VIII secolo. Essi danno la possibilità di valutare i cambiamenti di stile che ci sono stati nel corso dei secoli. Dai rilievi di straordinaria plasticità, con figure umane, dei sarcofagi romani, si passa alle simbologie bizantine, quindi alla sempre maggiore astrazione e semplificazione di tali simbologie.
Le pareti sono spoglie, eccetto la zona absidale, ricoperta da mosaici, risalenti a epoche diverse.

#### Mosaici
Tutta la decorazione del catino absidale risale circa alla metà del VI secolo e si può dividere in due zone estremamente diverse:
Nella parte superiore un grande disco racchiude un cielo stellato nel quale campeggia una croce gemmata, che reca all'incrocio dei bracci il volto di Cristo "Salus Mundi" (salvezza del mondo) dentro un medaglione circolare. Sopra la croce si vede una mano che esce dalle nuvole, la mano di Dio. Ai lati della croce le lettere greche Alfa e Omega.  Ai  destra e sinistra del disco, appaiono tra le nubi le figure di Elia e Mosè.  I tre agnelli, che si trovano spostati un po' verso il basso, proprio all'inizio della zona verde, con il muso rivolto verso la croce gemmata, simboleggiano gli apostoli Pietro, Giacomo e Giovanni: siamo probabilmente di fronte alla rappresentazione simbolica della Trasfigurazione sul Monte Tabor.
La scelta del tema è strettamente legata alla lotta all'arianesimo, poiché ribadisce la natura divina di Gesù Cristo, negata dalla dottrina ariana.
Nella zona inferiore si allarga una verde valle fiorita, con rocce, cespugli, piante e uccelli. Al centro si erge solenne la figura di Sant'Apollinare di Ravenna, primo vescovo della città, con le braccia aperte in atteggiamento orante, cioè ritratto nel momento di innalzare le sue preghiere a Dio perché conceda la grazia ai fedeli affidati alla sua cura, qui rappresentati da dodici agnelli bianchi, ovvero i dodici apostoli.
Nell'arco absidale al centro troviamo un clipeo con il Cristo benedicente, ai lati del quale, stanno i simboli alati degli evangelisti: da sinistra Aquila (Giovanni), Angelo (Matteo), Leone (Marco), Toro (Luca).
Nei rinfianchi dell'arco vi sono due palme, che nella letteratura biblica sono emblema del giusto. Sotto a queste si trovano le figure degli arcangeli Michele e Gabriele, con il busto di San Matteo e di un altro santo non chiaramente identificato, di esecuzione più tarda (primo XII secolo).
Negli spazi tra le finestre sono rappresentati quattro vescovi, fondatori delle principali basiliche ravennati: Ursicino, Orso, Severo ed Ecclesio, vestiti in abito sacerdotale e recanti un libro in mano.
Ai lati dell'abside si trovano due pannelli del VII secolo: quello di sinistra, molto rimaneggiato, riproduce l'imperatore bizantino, Costantino IV (668-685), mentre conferisce i privilegi per l'autocefalia della Chiesa ravennate a Reparato, inviato dell'arcivescovo Mauro.
Nel pannello di destra sono rappresentati Abramo, Abele e Melchisedec attorno ad un altare mentre offrono un sacrificio al Signore.
La rappresentazione di Apollinare tra gli apostoli figurati è una legittimazione per Massimiano, primo arcivescovo di una diocesi direttamente collegata ai primi seguaci di Cristo, essendo Apollinare, originario di Antiochia, secondo la Tradizione della Chiesa, discepolo di San Pietro.
Restauri hanno permesso di scoprire una sinopia al di sotto dei mosaici del catino, scoprendo come il tema decorativo, già con fiori, frutta e coppe con uccelli, venne cambiato proprio in occasione della necessità di celebrare il raggiunto rango di arcidiocesi.
I ritratti degli arcivescovi ravennati, dipinti nei muri della navata centrale, in gran parte furono eseguiti durante il XVIII secolo.